# Stadion im. Braci Czachorów (1925–2016)
Stadion im. Braci Czachorów – stadion piłkarski, który mieścił się w Radomiu, przy ul. Struga 63. Istniał do kwietnia 2016 r.

## Historia nazw
- do 9 października 2010[1]: Stadion Radomiaka
- 9 października 2010[1] – 9 kwietnia 2016[2]: Stadion im. Braci Czachorów

## Historia

### Stary stadion
Obiekt wybudowało Towarzystwo Gimnastyczne Sokół po tym, jak w 1925 roku otrzymało na 25 lat dzierżawę terenu. Następnie stał się główną areną drużyny Radomiaka, powołanej w 1945. Od 1948 przez kilkanaście lat przewodniczącym Społecznego Komitetu Budowy Stadionu Radomiaka był Aleksander Czachor. Zaprojektował on trybuny na stadionie, ale z jego inicjatywy powstały również: bieżnia, skocznie, korty tenisowe i boiska treningowe. W sezonie 1977/78, po kolejnym awansie Radomiaka do II ligi, postawiono nad trybuną od strony Osiedla XV-lecia budkę spikera nazwaną od razu przez kibiców "gołębnikiem". Od tamtej pory z trybuny umieszczonej poniżej prowadzony był doping na każdym meczu, a kibiców zbierających się tam nazwano "Ekipą spod gołębnika". Sam "gołębnik" stał się później obiektem kultowym dla wielu pokoleń kibiców "Zielonych".
W sezonie 1984/1985 obiekt gościł rozgrywki I ligi (dzisiejsza Ekstraklasa), w której występował Radomiak. 7 października 1984 padł rekord frekwencji. Mecz "Zielonych" z obrońcą tytułu mistrza Polski Widzewem Łódź, zakończonym remisem 1:1, obejrzało ok. 20 tysięcy widzów. W latach 90. na stadionie 3-krotnie rozegrano towarzyskie spotkania reprezentacji Polski.
Równolegle na 27 czerwca 1993 na stadionie Radomiaka pierwotnie zaplanowano Superpuchar Polski, który został odwołany ze względu na aferę ostatniej ligowej kolejki sezonu 1992/1993. Znano wówczas bowiem tylko jednego z uczestników – zdobywcę Pucharu Polski, zespół GKS Katowice.
31 maja 2010 Rada Miejska w Radomiu jednogłośnie poparła wniosek Stowarzyszenia Kibiców "Tylko Radomiak" oraz Spółki Akcyjnej Radomiak 1910 o nadanie stadionowi imienia Braci Czachorów. Oficjalne nadanie nazwy odbyło się 9 października 2010 tuż przed jubileuszowym meczem Radomiaka z Widzewem Łódź z okazji obchodów 100-lecia radomskiego klubu.
W 2012 Radomiak uzyskał awans do II ligi. Warunkiem uzyskania licencji w tej klasie rozgrywkowej była budowa zadaszenia na stadionie (przykrycie co najmniej 250 miejsc i nie mniej niż 6 rzędów siedzisk). Do przetargu na zaprojektowanie i realizację przekrycia przystąpiła tylko jedna firma: ROSA-BUD. W efekcie zadaszenie wykonane z trapezowej blachy z charakterystycznym wcięciem z przodu, jednakże w krótkim czasie wyrównano przednią część i wymieniono blachę, która miała być trwalsza. Realizacja wywołała falę negatywnych opinii. Słupy, które podtrzymywały dach, stoły między krzesłami, ograniczając tym samym widok osobom, które przebywają w strefie VIP, oraz tym, zajmującym miejsca w sąsiednich sektorach. Ponadto ochrona widzów sprowadzała się do przesłonienia przed deszczem padającym pionowo, co w praktyce oznacza, że opady zacinające mogły zmoczyć wszystkich pod dachem. Zadaszenie strefy VIP zajęło 1. miejsce w plebiscycie Makabryły Roku 2012. Projekt uzyskał 4744 głosów internautów.
W kwietniu 2016 odbyło się pożegnanie stadionu, w miejscu którego zaplanowano budowę nowych obiektów. Punktem kulminacyjnym imprezy był mecz Radomiaka ze Stomilem Olsztyn.

### Nowy kompleks
Nowy stadion dla Radomiaka powstaje jedynie częściowo w miejscu poprzednika. Obiekt został przesunięty na północ i obrócony do osi wschód-zachód zamiast tradycyjnej północ-południe. To wynik zmian w planach miasta spowodowanych sytuacją własnościową gruntów i na terenie starego stadionu musi powstać też hala widowiskowa. Hala dla 5 tys. widzów stanowi główny element planowanego kompleksu, a stadion pełni rolę 2-rzędną. W wartej 110 mln zł I fazie powstanie kryta arena, a do jej północnej części dołączona zostanie główna trybuna stadionu Radomiaka. Ogólnie w tej fazie powstaną 2 trybuny wzdłuż boiska, które pomieszczą co najmniej 5,5 tys. widzów. W II etapie zaplanowano budowę trybuny za bramkami, a docelowa pojemność stadionu ma wynosić ok. 15 tys. miejsc siedzących pod dachem.

## Konstrukcja
Na stadion prowadziły 2 wejścia: główne od ul. Struga i drugie od ul. Jordana. Łączna pojemność obiektu przed rozbiórką w 2016 wynosiła: 3559 ogólnodostępnych miejsc siedzących + stojące. Trybuna od ul. Struga liczyła 1 700 miejsc siedzących, sektor VIP – 237, natomiast trybuna od ul. Jordana – 1 859. W sierpniu 2012 ze względu na wymogi licencyjne w II lidze jest na trybunie dla gości zamontowano krzesełka plastikowe, które pozyskano z rozebranego stadionu przy Narutowicza 9. Po remoncie tej części uzyskano 255 miejsc siedzących.
Wymiary boiska wynosiły 106 m x 71 m.

## Mecze reprezentacji Polski

### Oficjalne
| Rodzaj spotkania | Data spotkania | Rywal Polski | Wynik meczu | Strzelcy bramek dla Polski |
| ---------------- | -------------- | ------------ | ----------- | -------------------------- |
| mecz towarzyski  | 29.05.1991     | Walia        | 0:0         | -                          |
| mecz towarzyski  | 13.04.1993     | Finlandia    | 2:1 (1:0)   | 2 x Marek Leśniak          |
| mecz towarzyski  | 17.08.1994     | Białoruś     | 1:1         | Jacek Bąk                  |